# Ceroplastes japonicus
Ceroplastes japonicus är en insektsart som beskrevs av Green 1921. Ceroplastes japonicus ingår i släktet Ceroplastes och familjen skålsköldlöss. Inga underarter finns listade i Catalogue of Life.

## Bildgalleri

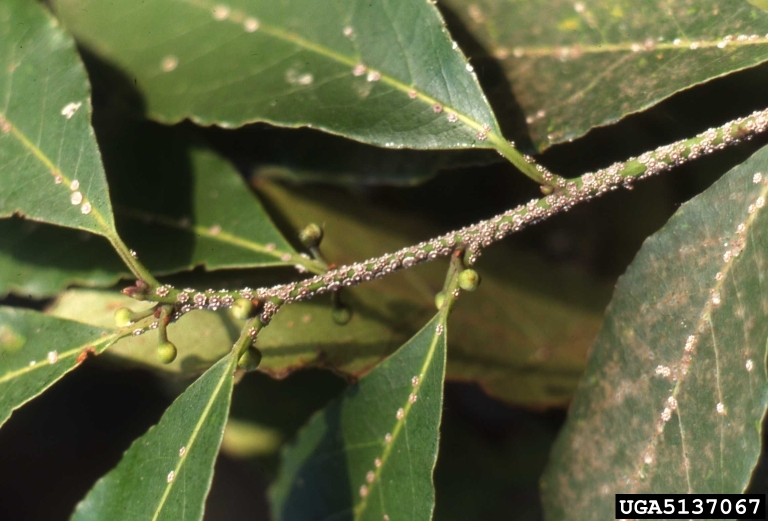
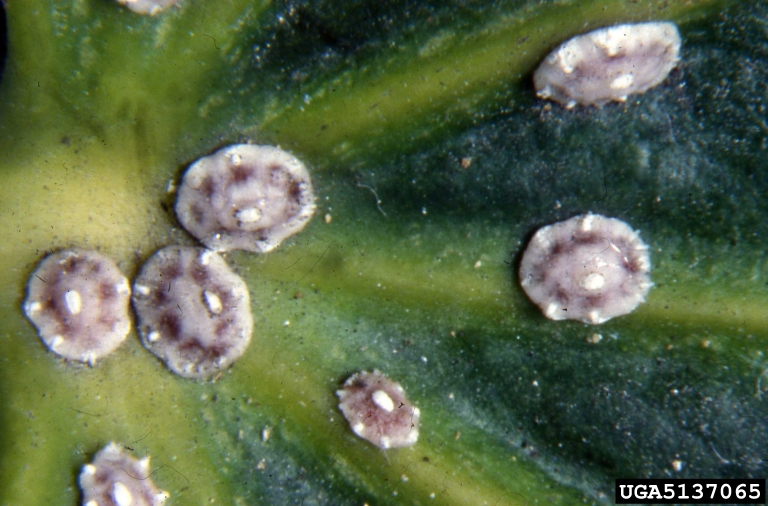
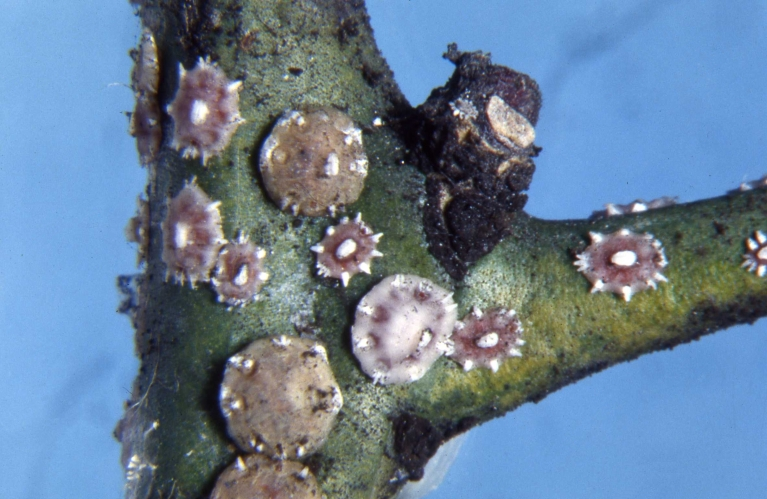
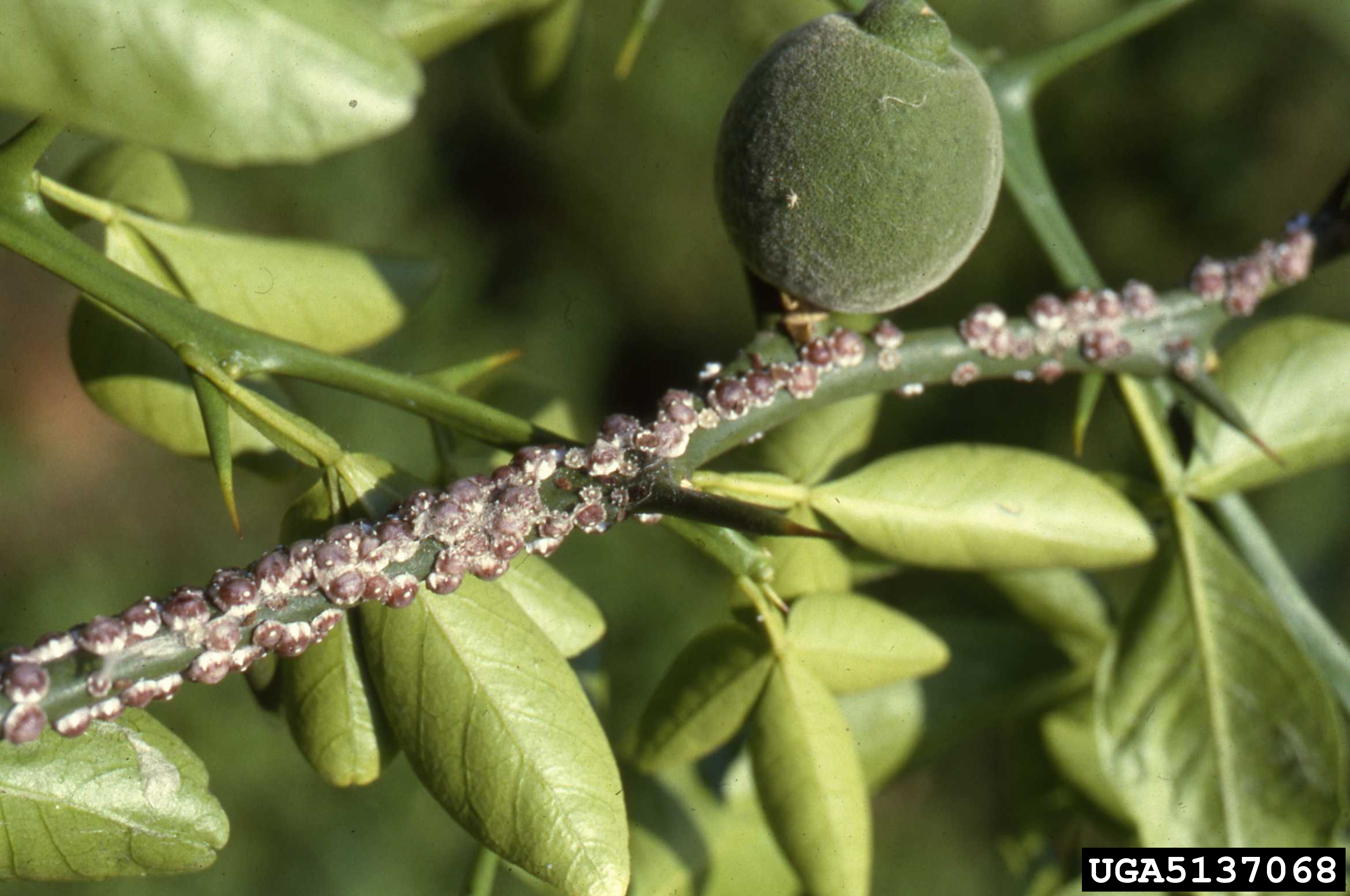
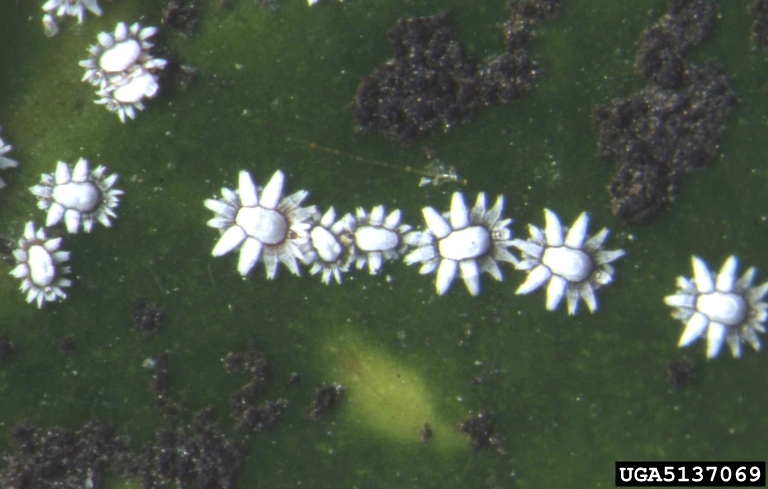